# Kattisträsket (Norsjö socken, Västerbotten, 719778-166599)
Kattisträsket är en sjö i Norsjö kommun i Västerbotten och ingår i Umeälvens huvudavrinningsområde. Sjön är 3,2 meter djup, har en yta på 1,03 kvadratkilometer och är belägen 296 meter över havet. Sjön avvattnas av vattendraget Månsträskån (Kvarnån). Den ligger drygt fem kilometer sydväst om Norsjö.

## Delavrinningsområde
Kattisträsket ingår i det delavrinningsområde (719989-166424) som SMHI kallar för Utloppet av Kattisträsket. Medelhöjden är 310 meter över havet och ytan är 6,86 kvadratkilometer. Räknas de 2 avrinningsområdena uppströms in blir den ackumulerade arean 29,04 kvadratkilometer. Månsträskån (Kvarnån) som avvattnar avrinningsområdet har biflödesordning 4, vilket innebär att vattnet flödar genom totalt 4 vattendrag innan det når havet efter 199 kilometer. Avrinningsområdet består mestadels av skog (44 procent) och sankmarker (39 procent). Avrinningsområdet har 1,02 kvadratkilometer vattenytor vilket ger det en sjöprocent på 14,9 procent.